# لويس برايدن
لويس برايدن (بالإنجليزية: Lewis Bryden)‏ هو رسام أمريكي، ولد في 1944.

## معرض صور

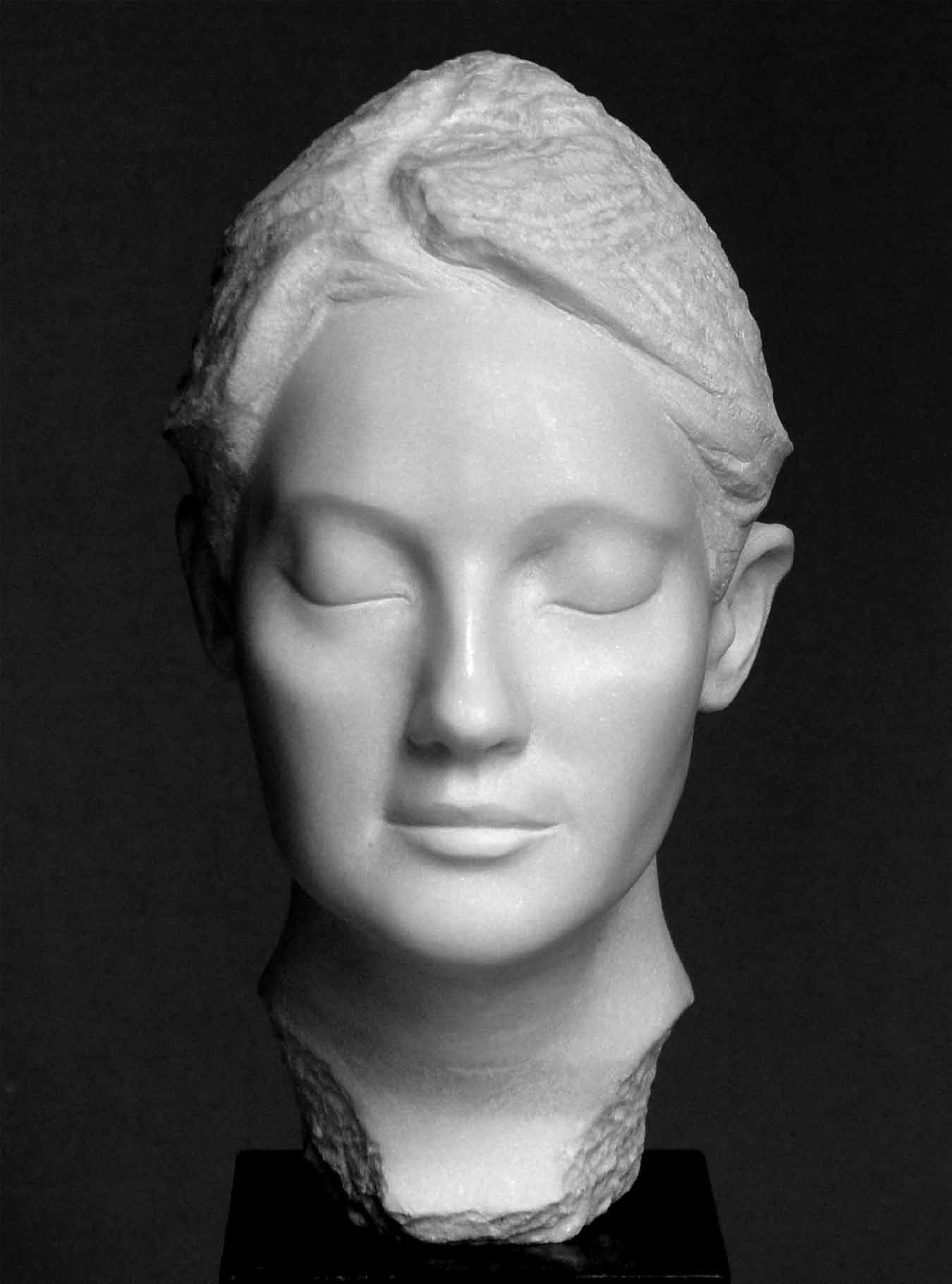
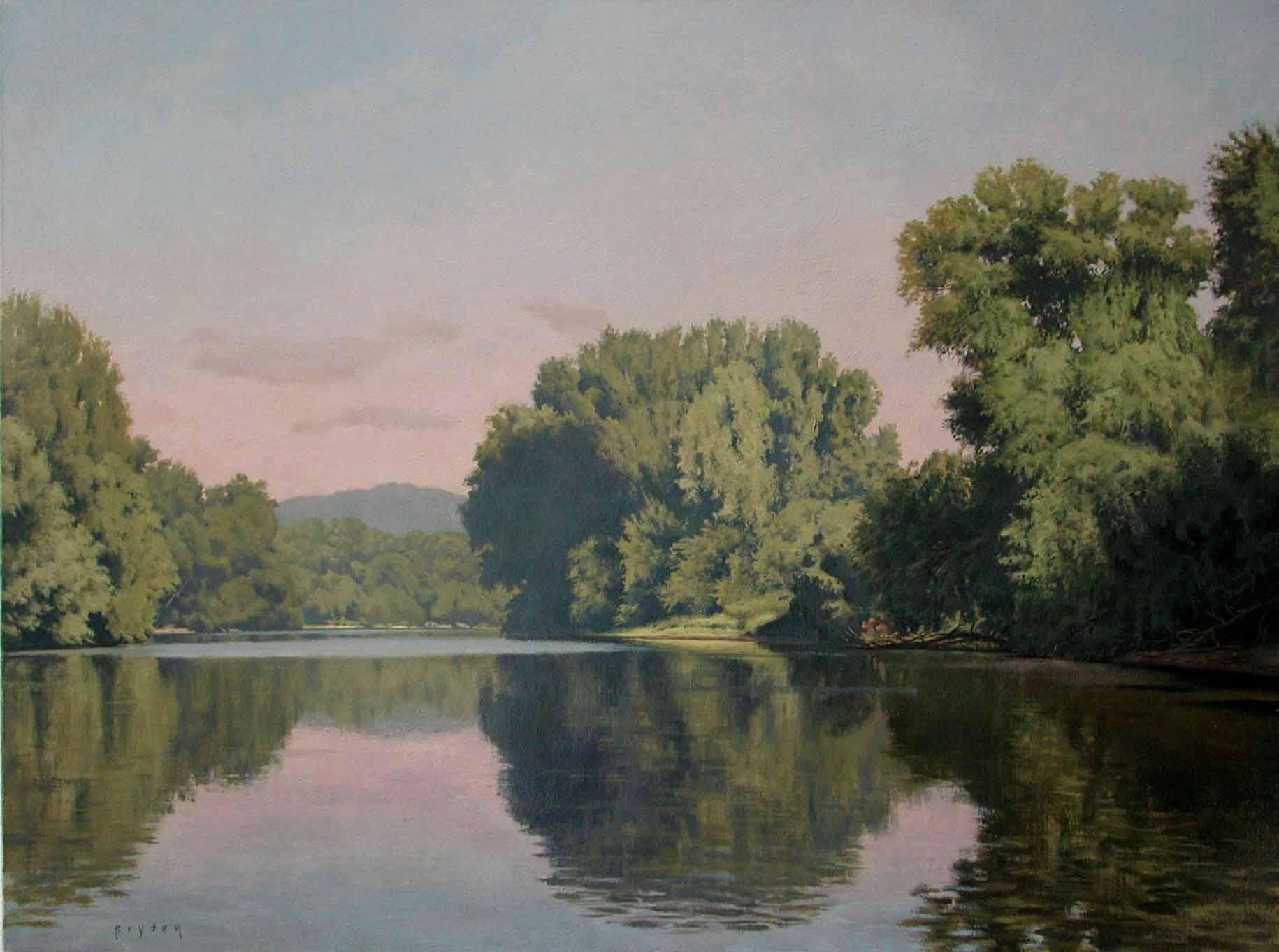
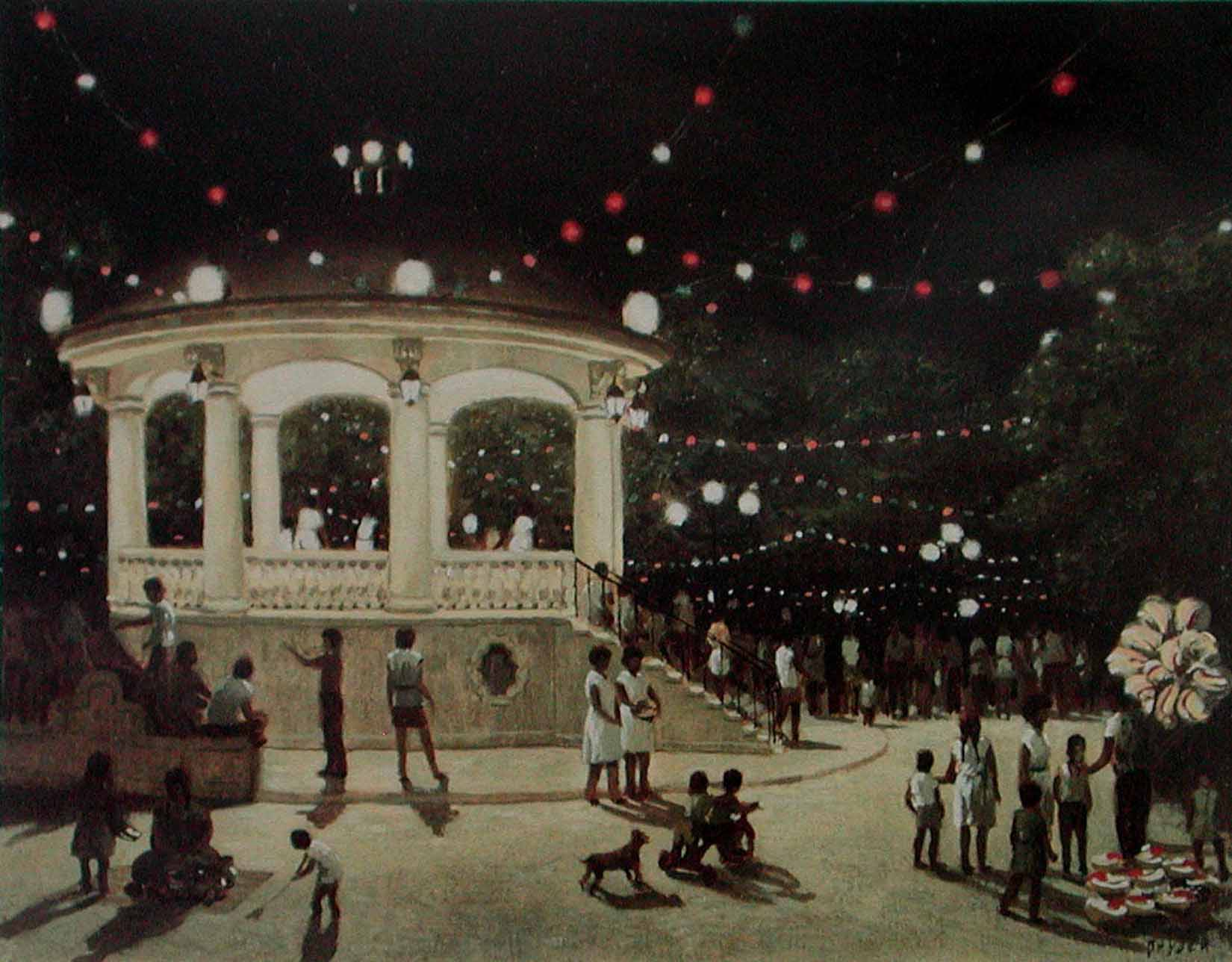
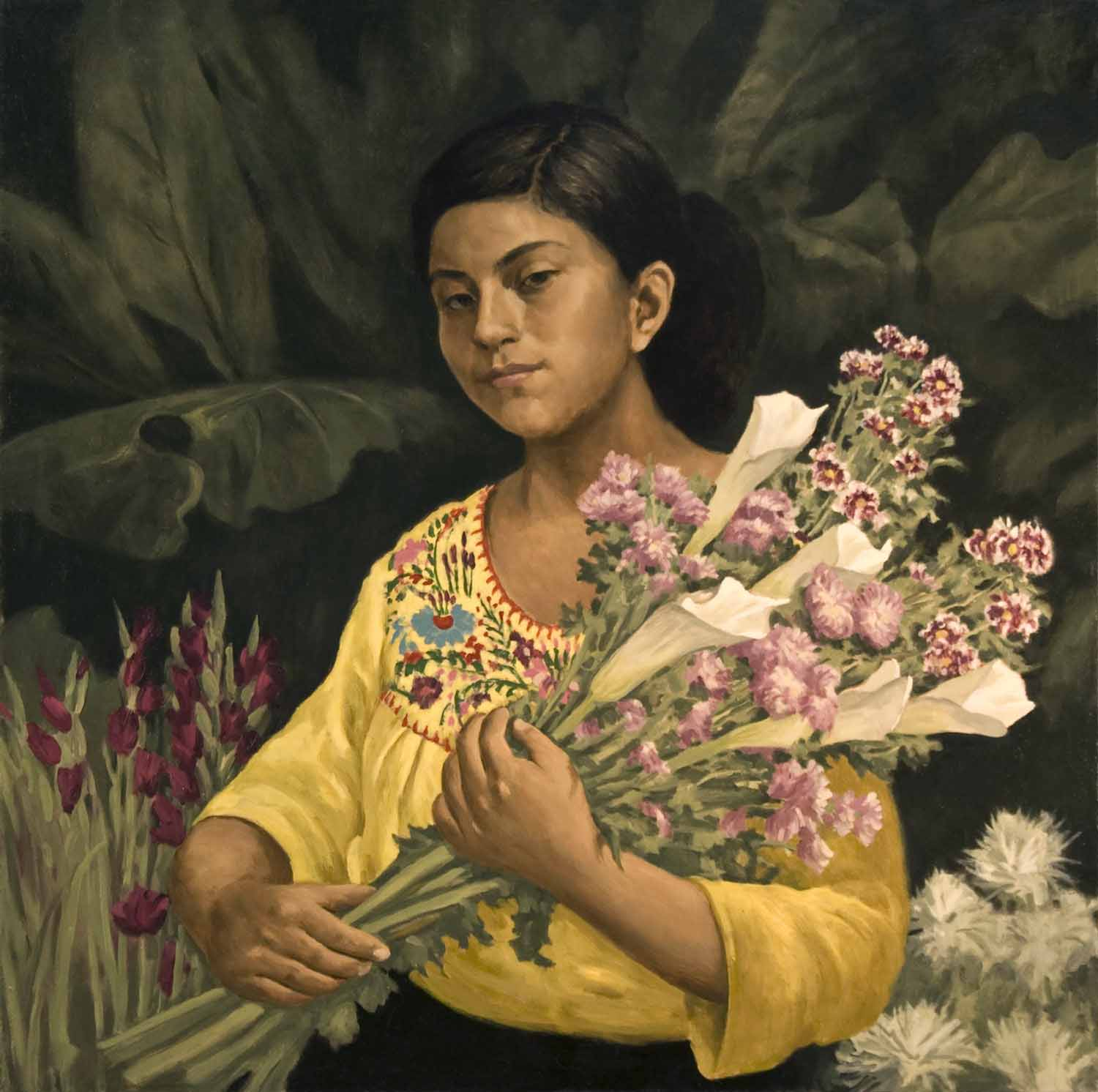
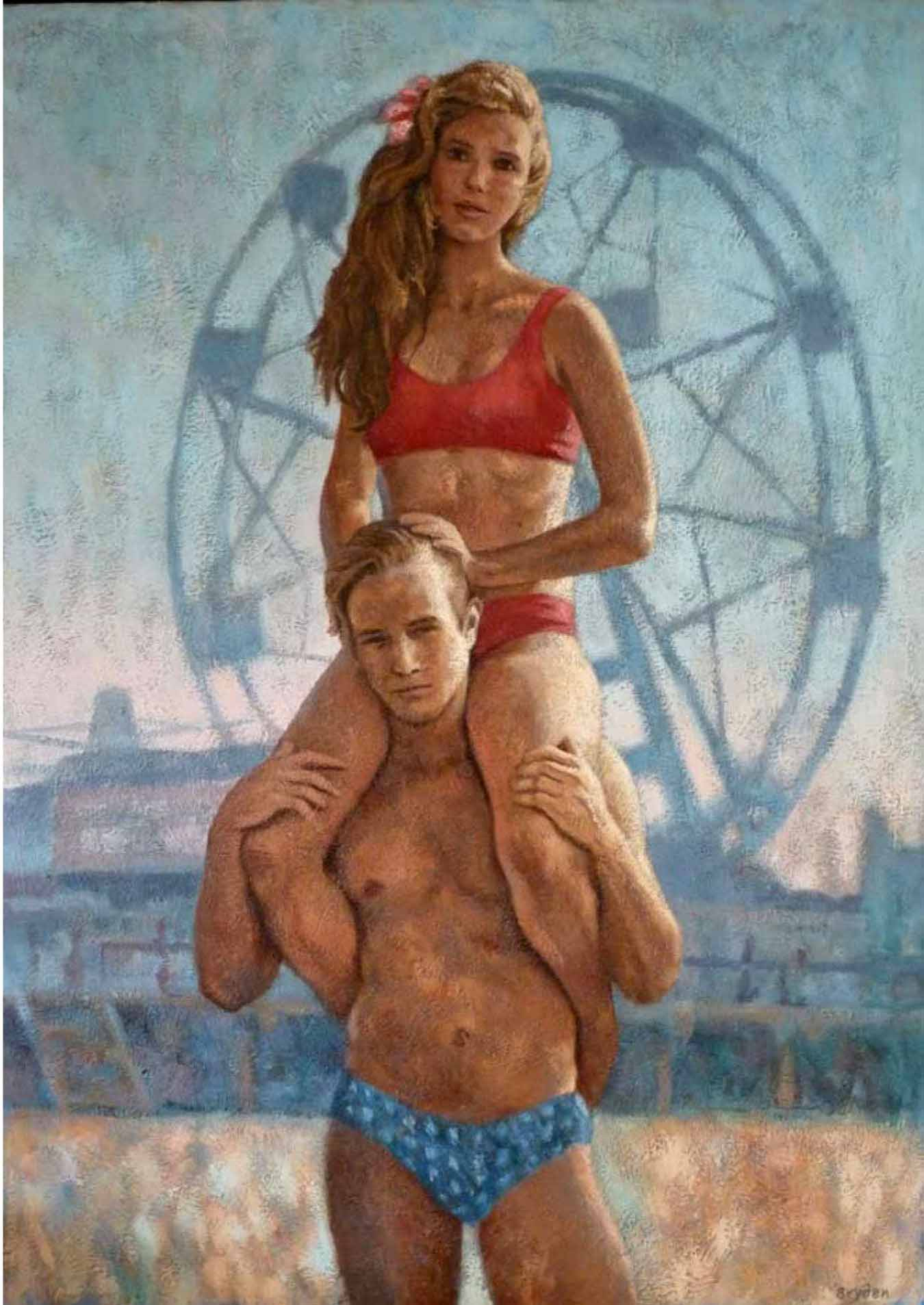
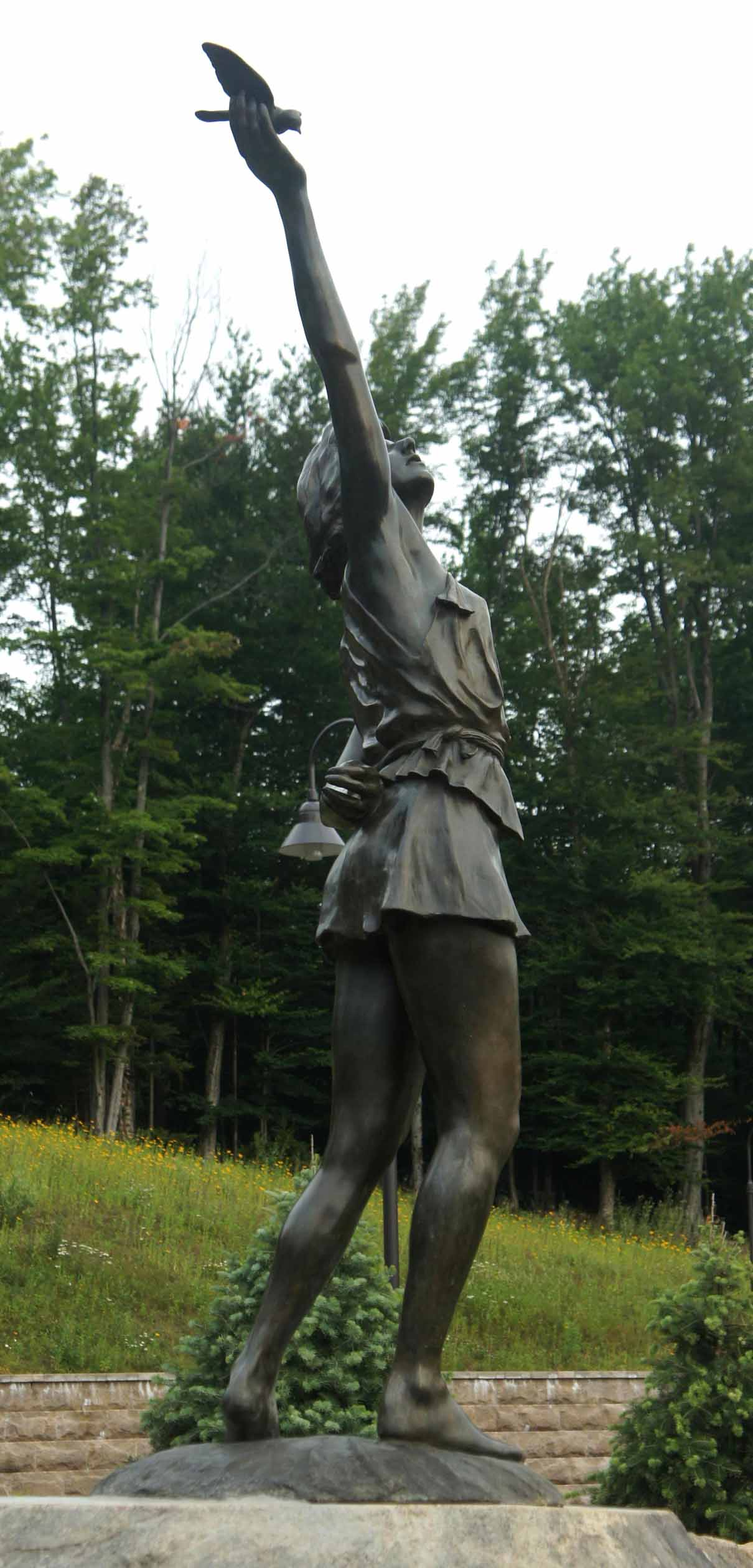